# Чемериское (Черкасская область)
Чемериское (укр. Чемериське) — село в Звенигородском районе Черкасской области Украины.
Население по переписи 2001 года составляло 242 человека. Занимает площадь 2,059 км². Почтовый индекс — 20231. Телефонный код — 4740.

## Местный совет
20231, Черкасская обл., Звенигородский р-н, с. Чемериское